# 大连理工大学出版社

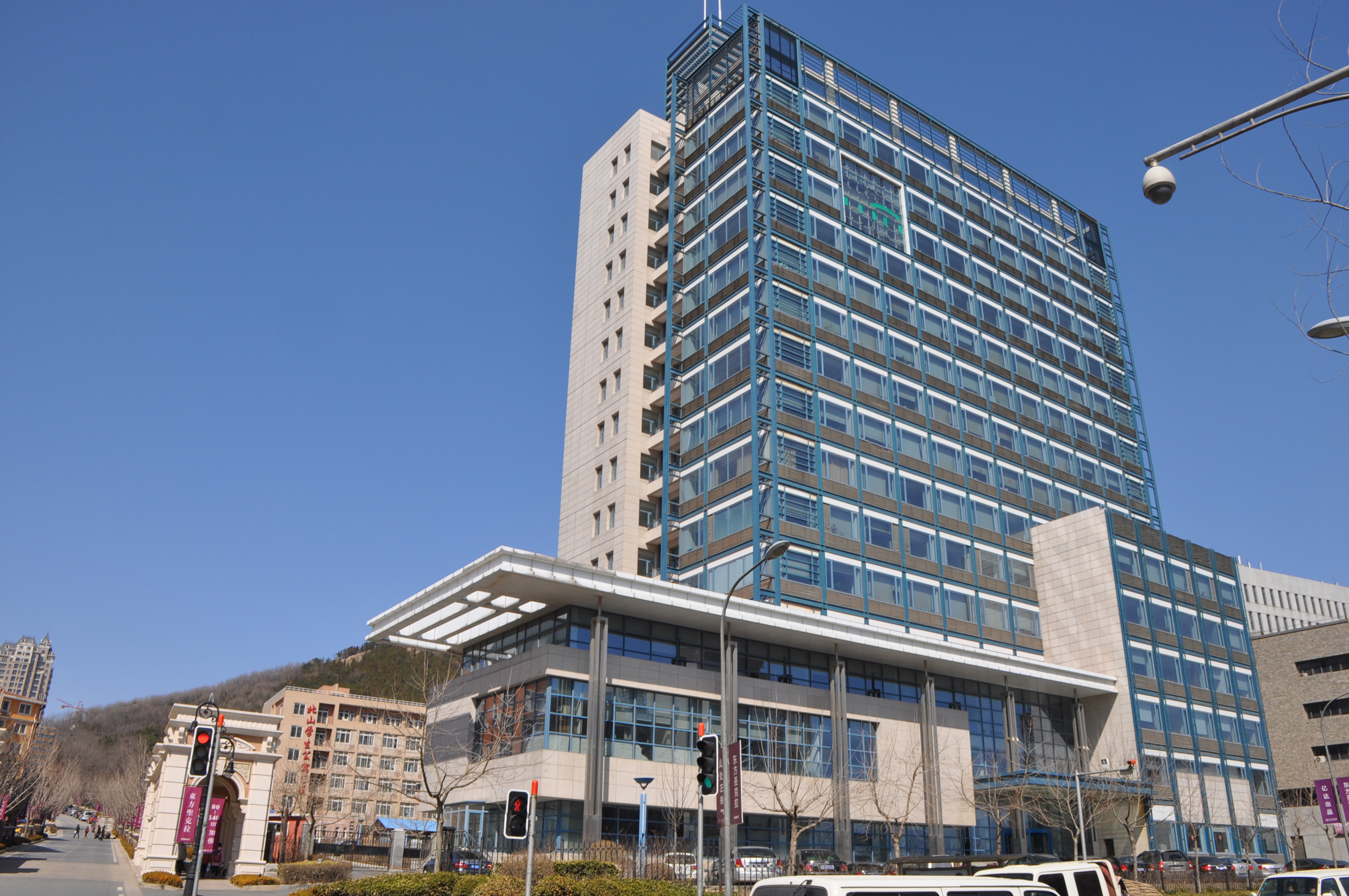
大连理工大学出版社

大连理工大学出版社 (英語：Dalian University of Technology Press) 是一家中国大连的出版社，隶属于大连理工大学。

## 历史
创建于1985年2月，2005 年3 月更名为大连理工大学出版社有限公司。现任社长是金英伟。主要出版语言，经济，管理，建筑，传统文化，科学普及类书籍。